# Kreupelrijm
Kreupelrijm is niet-zuiver rijm. Dit gebeurt als de klank niet (goed) overeenkomt of de rijmklank op de onbeklemtoonde lettergreep ligt.
Hierdoor bestaat de neiging een van de rijmwoorden (meestal het tweede) uit te spreken op manier van het andere.
- 'Natuurlijk,' riep hij, 'dat zie je zo
Wij zijn een prachtig circusduo!'
(uit: Wiebelteen en Lizelot, Willy Koolstra)

- Hij doet het beter
dan de cricketer.
dit heeft overigens ook veel weg van oogrijm

- En wat nu de moraal is van dit schone vers
Gaat braaf en deugdzaam door het leven en hoedt U voor schoenlappers.
(uit: Johanna, het meisje voor halve dagen)

- Zet uw gedachten op papier
Wat is goed en wat is slecht
En stuur het naar D66 Utrecht.
(oproep in 2005 om gedichten op te sturen ikv. Dichter bij Utrecht)

- Op Schiphol is wat je hoort
Wat is het nummer van uw paspoort?
(gevonden op Facebook)